# Новоколпаково
Новоколпако́во (рос. Новоколпаково) — село у складі Алейського району Алтайського краю, Росія. Входить до складу Большепанюшевської сільської ради.

## Населення
Населення — 119 осіб (2010; 183 у 2002).
Національний склад (станом на 2002 рік):
- росіяни — 96 %